# Gigantoid
| Recensione                | Giudizio |
| ------------------------- | -------- |
| The New Zealand Herald    | [ 1 ]    |
| The Sydney Morning Herald | [ 2 ]    |
| Salad Days Magazine       | [ 3 ]    |

Gigantoid è l'undicesimo album in studio del gruppo musicale stoner rock statunitense Fu Manchu, pubblicato nel 2014. Rispetto ai precedenti, il disco risulta avere un sound un po' più grezzo e duro.

## Tracce
1. Dimension Shifter – 4:31
2. Invaders on My Back – 2:27
3. Anxiety Reducer – 4:57
4. Radio Source Sagittarius – 3:57
5. Mutant – 2:18
6. No Warning – 1:25
7. Evolution Machine – 5:05
8. Triple Planetary – 2:10
9. The Last Question – 7:54

## Formazione
- Scott Hill - voce, chitarra
- Bob Balch - chitarra
- Brad Davis - basso
- Scott Reeder - batteria